# Operação Sem Fronteiras
Operação Sem Fronteiras foi a operação policial brasileira deflagrada pela Polícia Federal, em 18 de agosto de 2017, que representou a 43ª fase da Operação Lava Jato.
A operação teve base na delação premiada de Paulo Roberto Costa, e foi possível aprofundar a investigação com a análise de materiais apreendidos na 13ª fase da operação, além de provas obtidas mediante a realização de quebras de sigilo bancário, fiscal, de dados telemáticos e registros telefônicos, além de cooperação jurídica internacional. Segundo o Ministério Público Federal (MPF), as apurações concluíram que o então diretor de Abastecimento da estatal ajustou com o cônsul honorário da Grécia no Brasil, Konstantinos Kotronakis, um esquema de facilitação de contratação de navios gregos, mediante o fornecimento de informações privilegiadas e o pagamento de propinas.
Em 22 de agosto de 2017, após a operação e investigações, o Banco Central (Bacen) bloqueou 7,4 milhões de reais dos investigados.
A operação ocorreu no mesmo dia de uma outra fase, batizada de Operação Abate.